# Spectroscopie Mössbauer

Spectre Mössbauer du ^{57}Fe

La spectroscopie Mössbauer est une méthode de spectroscopie basée sur l'absorption de rayons gamma par les noyaux atomiques dans un solide. Par la mesure des transitions entre les niveaux d'énergie de ces noyaux, elle permet de remonter à différentes informations sur l'environnement local de l'atome. Elle doit son nom à Rudolf Mössbauer qui en a posé les bases en 1957 en démontrant l'existence de ces phénomènes d'absorption résonante sans effet de recul, ce qu'on appelle aujourd'hui l'effet Mössbauer.
La spectroscopie Mössbauer est une technique très sensible, avec une excellente résolution en énergie pouvant atteindre 10−11. Elle permet d'étudier avec une grande précision la structure hyperfine des niveaux d'énergie du noyau atomique et leurs perturbations sous l'effet de l'environnement chimique, électrique et magnétique de l'atome, de son état d'oxydation, de différents ligands etc.
En revanche, elle est limitée par le fait qu'elle ne s'applique qu'aux échantillons solides, et à un nombre assez limité d'éléments chimiques. Parmi ceux-là, le fer est de loin le plus étudié. L'abondance et l'importance de cet élément dans des matériaux très divers confèrent à la spectroscopie Mössbauer, malgré ces limitations, un champ d'applications assez vaste en sciences des matériaux, géologie, biologie etc.

## Principe de la mesure: l'effet Mössbauer
De même qu'un pistolet recule lorsqu'un coup est tiré, un noyau atomique a un certain recul quand il émet un photon gamma. C'est une conséquence du principe physique de conservation de la quantité de mouvement. En conséquence, si un noyau au repos émet un photon gamma, l'énergie de ce photon est très légèrement inférieure à l'énergie de la transition. Inversement, pour qu'un noyau puisse absorber un photon gamma, il faut que l'énergie de ce photon soit très légèrement supérieure à l'énergie de la transition. Dans les deux cas, une partie de l'énergie est perdue dans l'effet de recul, c'est-à-dire transformée en énergie cinétique du noyau. C'est pourquoi la résonance nucléaire, c'est-à-dire l'émission et l'absorption d'un même photon gamma par des noyaux identiques, n'est pas observable si les noyaux sont libres dans l'espace. La perte d'énergie est trop grande par rapport à la largeur spectrale, et les spectres d'absorption et d'émission ne se recouvrent pas significativement.
Dans un solide en revanche, les noyaux ne sont pas libres, mais sont ancrés au réseau cristallin. L'énergie de recul perdue lors de l'absorption ou l'émission d'un photon gamma ne peut pas prendre n'importe quelle valeur, mais seulement un multiple de l'énergie d'un mode de vibration du réseau cristallin (ou phonon). Un nombre entier de phonons peut être émis, y compris zéro ; on parle alors d'un événement sans recul. Dans ce cas, la conservation de la quantité de mouvement est satisfaite en prenant en compte la quantité de mouvement du cristal dans son ensemble, et l'énergie perdue est négligeable.
Rudolf Mössbauer découvrit qu'une part significative de ces événements d'émission et d'absorption se fait en effet sans recul, ce qu'on quantifie par le facteur de Lamb-Mössbauer (en). Cela signifie qu'un photon gamma émis par un noyau peut être absorbé de façon résonante par un échantillon contenant le même isotope. La mesure de cette absorption constitue le principe de la spectroscopie Mössbauer. Cette découverte valut à Rudolf Mössbauer le prix Nobel de physique en 1961.
Si les noyaux émetteur et absorbeur sont dans des environnements chimiques exactement semblables, les énergies de transition sont exactement égales, et l'absorption est observée quand les deux matériaux sont au repos. En revanche, les différences d'environnement chimique provoquent de très légers changements des énergies de transitions. Ces variations d'énergies sont extrêmement petites (souvent inférieurs au µeV) mais peuvent être du même ordre ou même supérieures à la largeur spectrale des rayons gamma, de sorte qu'elles entraînent de grandes variations d'absorbance. Pour amener les deux noyaux en résonance et observer l'absorption correspondante, il est nécessaire de moduler légèrement l'énergie des rayons gamma. Les variations d'énergies repérées par des pics d'absorbance sont alors caractéristiques de l'environnement chimique de l'atome dans l'échantillon étudié.

## Dispositif expérimental

### Schéma d'ensemble

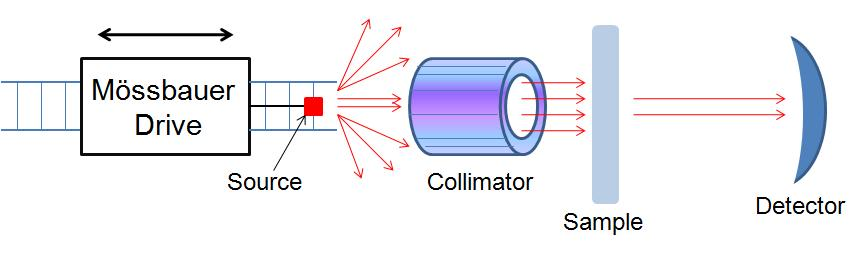
Représentation schématique d'un spectromètre Mössbauer avec ses trois principaux éléments : une source oscillante, un collimateur et un détecteur.

Dans sa forme la plus commune, la spectroscopie Mössbauer est une spectroscopie d'absorption : un échantillon solide est exposé à un faisceau de rayons gamma, et un détecteur mesure l'intensité transmise à travers l'échantillon. Les atomes de la source émettrice doivent être du même isotope que dans l'échantillon.
La source émet un rayonnement d'énergie constante. On module cette énergie en plaçant la source sur un support oscillant ; c'est l'effet Doppler qui produit la variation de l'énergie. La détection est synchronisée avec le déplacement de la source, afin de déterminer l'énergie du rayonnement détectée à un instant donné, ou on trace simplement l'intensité mesurée en fonction de la vitesse de la source. A titre d'exemple, les vitesses utilisées pour une source au fer 57 (57Fe) peuvent être de l'ordre de 11 mm/s, ce qui correspond à une variation d'énergie de 48 neV,.
Un spectromètre Mössbauer miniature, appelé MIMOS II, équipe les sondes Spirit, Opportunity et Beagle 2 envoyées vers Mars en 2003. Sa mission était en outre de déterminer l'abondance et la composition des minéraux riches en fer pour d'éventuelles exploitations futures, et de mesurer le magnétisme de divers matériaux martiens (sol, poussière, roches).

### Source de rayon gamma
La source de rayons gamma utilisée pour étudier un isotope donné est constituée d'un élément radioactif parent qui se désintègre en produisant cet isotope. Par exemple, pour le fer 57, on utilise une source au cobalt 57, qui produit par capture électronique un noyau de fer 57 dans un état excité, lequel produit un photon gamma à la bonne énergie en retombant à son état fondamental. Le cobalt radioactif est préparé sur une feuille de rhodium en général.
Idéalement, l'isotope parent doit avoir une demi-vie convenable pour la durée de l'expérience. De plus, l'énergie des rayons gamma doit être relativement basse, sans quoi la proportion d'absorption sans recul sera basse, ce qui implique un faible rapport signal sur bruit, et des temps d'acquisition très longs. Le tableau périodique ci-contre indique les éléments ayant un isotope adapté à la spectroscopie Mössbauer. Parmi ceux-là, le fer 57 est de loin le plus utilisé, mais l'iode 129, l'étain 119 et l'antimoine 121 sont aussi fréquemment employés et étudiés.
| Tableau périodique des éléments actifs en spectroscopie Mössbauer                                                              | Tableau périodique des éléments actifs en spectroscopie Mössbauer | Tableau périodique des éléments actifs en spectroscopie Mössbauer | Tableau périodique des éléments actifs en spectroscopie Mössbauer | Tableau périodique des éléments actifs en spectroscopie Mössbauer | Tableau périodique des éléments actifs en spectroscopie Mössbauer | Tableau périodique des éléments actifs en spectroscopie Mössbauer | Tableau périodique des éléments actifs en spectroscopie Mössbauer | Tableau périodique des éléments actifs en spectroscopie Mössbauer | Tableau périodique des éléments actifs en spectroscopie Mössbauer | Tableau périodique des éléments actifs en spectroscopie Mössbauer | Tableau périodique des éléments actifs en spectroscopie Mössbauer | Tableau périodique des éléments actifs en spectroscopie Mössbauer | Tableau périodique des éléments actifs en spectroscopie Mössbauer | Tableau périodique des éléments actifs en spectroscopie Mössbauer | Tableau périodique des éléments actifs en spectroscopie Mössbauer | Tableau périodique des éléments actifs en spectroscopie Mössbauer | Tableau périodique des éléments actifs en spectroscopie Mössbauer | Tableau périodique des éléments actifs en spectroscopie Mössbauer | Tableau périodique des éléments actifs en spectroscopie Mössbauer | Tableau périodique des éléments actifs en spectroscopie Mössbauer | Tableau périodique des éléments actifs en spectroscopie Mössbauer | Tableau périodique des éléments actifs en spectroscopie Mössbauer | Tableau périodique des éléments actifs en spectroscopie Mössbauer | Tableau périodique des éléments actifs en spectroscopie Mössbauer | Tableau périodique des éléments actifs en spectroscopie Mössbauer | Tableau périodique des éléments actifs en spectroscopie Mössbauer | Tableau périodique des éléments actifs en spectroscopie Mössbauer | Tableau périodique des éléments actifs en spectroscopie Mössbauer | Tableau périodique des éléments actifs en spectroscopie Mössbauer | Tableau périodique des éléments actifs en spectroscopie Mössbauer | Tableau périodique des éléments actifs en spectroscopie Mössbauer |
| --- | ----------------------------------------------------------------- | ----------------------------------------------------------------- | ----------------------------------------------------------------- | ----------------------------------------------------------------- | ----------------------------------------------------------------- | ----------------------------------------------------------------- | ----------------------------------------------------------------- | ----------------------------------------------------------------- | ----------------------------------------------------------------- | ----------------------------------------------------------------- | ----------------------------------------------------------------- | ----------------------------------------------------------------- | ----------------------------------------------------------------- | ----------------------------------------------------------------- | ----------------------------------------------------------------- | ----------------------------------------------------------------- | ----------------------------------------------------------------- | ----------------------------------------------------------------- | ----------------------------------------------------------------- | ----------------------------------------------------------------- | ----------------------------------------------------------------- | ----------------------------------------------------------------- | ----------------------------------------------------------------- | ----------------------------------------------------------------- | ----------------------------------------------------------------- | ----------------------------------------------------------------- | ----------------------------------------------------------------- | ----------------------------------------------------------------- | ----------------------------------------------------------------- | ----------------------------------------------------------------- | ----------------------------------------------------------------- |
| H |                                                                   |                                                                   |                                                                   |                                                                   |                                                                   |                                                                   |                                                                   |                                                                   |                                                                   |                                                                   |                                                                   |                                                                   |                                                                   |                                                                   |                                                                   |                                                                   | He                                                                |                                                                   |                                                                   |                                                                   |                                                                   |                                                                   |                                                                   |                                                                   |                                                                   |                                                                   |                                                                   |                                                                   |                                                                   |                                                                   |                                                                   |
| Li | Be                                                                |                                                                   |                                                                   |                                                                   |                                                                   |                                                                   |                                                                   |                                                                   |                                                                   |                                                                   |                                                                   | B                                                                 | C                                                                 | N                                                                 | O                                                                 | F                                                                 | Ne                                                                |                                                                   |                                                                   |                                                                   |                                                                   |                                                                   |                                                                   |                                                                   |                                                                   |                                                                   |                                                                   |                                                                   |                                                                   |                                                                   |                                                                   |
| Na | Mg                                                                |                                                                   |                                                                   |                                                                   |                                                                   |                                                                   |                                                                   |                                                                   |                                                                   |                                                                   |                                                                   | Al                                                                | Si                                                                | P                                                                 | S                                                                 | Cl                                                                | Ar                                                                |                                                                   |                                                                   |                                                                   |                                                                   |                                                                   |                                                                   |                                                                   |                                                                   |                                                                   |                                                                   |                                                                   |                                                                   |                                                                   |                                                                   |
| K | Ca                                                                | Sc                                                                | Ti                                                                | V                                                                 | Cr                                                                | Mn                                                                | Fe                                                                | Co                                                                | Ni                                                                | Cu                                                                | Zn                                                                | Ga                                                                | Ge                                                                | As                                                                | Se                                                                | Br                                                                | Kr                                                                |                                                                   |                                                                   |                                                                   |                                                                   |                                                                   |                                                                   |                                                                   |                                                                   |                                                                   |                                                                   |                                                                   |                                                                   |                                                                   |                                                                   |
| Rb | Sr                                                                | Y                                                                 | Zr                                                                | Nb                                                                | Mo                                                                | Tc                                                                | Ru                                                                | Rh                                                                | Pd                                                                | Ag                                                                | Cd                                                                | In                                                                | Sn                                                                | Sb                                                                | Te                                                                | I                                                                 | Xe                                                                |                                                                   |                                                                   |                                                                   |                                                                   |                                                                   |                                                                   |                                                                   |                                                                   |                                                                   |                                                                   |                                                                   |                                                                   |                                                                   |                                                                   |
| Cs | Ba                                                                | La                                                                | Hf                                                                | Ta                                                                | W                                                                 | Re                                                                | Os                                                                | Ir                                                                | Pt                                                                | Au                                                                | Hg                                                                | Tl                                                                | Pb                                                                | Bi                                                                | Po                                                                | At                                                                | Rn                                                                |                                                                   |                                                                   |                                                                   |                                                                   |                                                                   |                                                                   |                                                                   |                                                                   |                                                                   |                                                                   |                                                                   |                                                                   |                                                                   |                                                                   |
| Fr | Ra                                                                | Ac                                                                | Rf                                                                | Db                                                                | Sg                                                                | Bh                                                                | Hs                                                                | Mt                                                                | Ds                                                                | Rg                                                                | Cn                                                                | Nh                                                                | Fl                                                                | Mc                                                                | Lv                                                                | Ts                                                                | Og                                                                |                                                                   |                                                                   |                                                                   |                                                                   |                                                                   |                                                                   |                                                                   |                                                                   |                                                                   |                                                                   |                                                                   |                                                                   |                                                                   |                                                                   |
| |                                                                   |                                                                   |                                                                   |                                                                   |                                                                   |                                                                   |                                                                   |                                                                   |                                                                   |                                                                   |                                                                   |                                                                   |                                                                   |                                                                   |                                                                   |                                                                   |                                                                   |                                                                   |                                                                   |                                                                   |                                                                   |                                                                   |                                                                   |                                                                   |                                                                   |                                                                   |                                                                   |                                                                   |                                                                   |                                                                   |                                                                   |
| |                                                                   |                                                                   | Ce                                                                | Pr                                                                | Nd                                                                | Pm                                                                | Sm                                                                | Eu                                                                | Gd                                                                | Tb                                                                | Dy                                                                | Ho                                                                | Er                                                                | Tm                                                                | Yb                                                                | Lu                                                                |                                                                   |                                                                   |                                                                   |                                                                   |                                                                   |                                                                   |                                                                   |                                                                   |                                                                   |                                                                   |                                                                   |                                                                   |                                                                   |                                                                   |                                                                   |
| |                                                                   |                                                                   | Th                                                                | Pa                                                                | U                                                                 | Np                                                                | Pu                                                                | Am                                                                | Cm                                                                | Bk                                                                | Cf                                                                | Es                                                                | Fm                                                                | Md                                                                | No                                                                | Lr                                                                |                                                                   |                                                                   |                                                                   |                                                                   |                                                                   |                                                                   |                                                                   |                                                                   |                                                                   |                                                                   |                                                                   |                                                                   |                                                                   |                                                                   |                                                                   |
| |                                                                   |                                                                   |                                                                   |                                                                   |                                                                   |                                                                   |                                                                   |                                                                   |                                                                   |                                                                   |                                                                   |                                                                   |                                                                   |                                                                   |                                                                   |                                                                   |                                                                   |                                                                   |                                                                   |                                                                   |                                                                   |                                                                   |                                                                   |                                                                   |                                                                   |                                                                   |                                                                   |                                                                   |                                                                   |                                                                   |                                                                   |
| \| Éléments actifs en spectroscopie Mössbauer \| Sources de rayons gamma \| Éléments inadaptés à la spectroscopie Mössbauer \| |                                                                   |                                                                   |                                                                   |                                                                   |                                                                   |                                                                   |                                                                   |                                                                   |                                                                   |                                                                   |                                                                   |                                                                   |                                                                   |                                                                   |                                                                   |                                                                   |                                                                   |                                                                   |                                                                   |                                                                   |                                                                   |                                                                   |                                                                   |                                                                   |                                                                   |                                                                   |                                                                   |                                                                   |                                                                   |                                                                   |                                                                   |
| Éléments actifs en spectroscopie Mössbauer                                                                                     | Sources de rayons gamma                                           | Éléments inadaptés à la spectroscopie Mössbauer                   |                                                                   |                                                                   |                                                                   |                                                                   |                                                                   |                                                                   |                                                                   |                                                                   |                                                                   |                                                                   |                                                                   |                                                                   |                                                                   |                                                                   |                                                                   |                                                                   |                                                                   |                                                                   |                                                                   |                                                                   |                                                                   |                                                                   |                                                                   |                                                                   |                                                                   |                                                                   |                                                                   |                                                                   |                                                                   |

## Analyse et interprétation des spectres Mössbauer
Comme décrit plus haut, la spectroscopie Mössbauer a une résolution en énergie extrêmement bonne, et permet de détecter de très légères différences dans les environnements des atomes étudiés. Il y a typiquement trois types d'interaction nucléaire qui sont observés : le déplacement isomérique ou chimique, le couplage quadrupolaire et la structure hyperfine (ou effet Zeeman),.

### Déplacement isomérique
Le déplacement isomérique, noté δ, est un décalage de l'énergie de résonance due à l'interaction électrostatique entre le noyau et la densité électronique à l'emplacement du noyau. Il est principalement déterminé d'une part par les électrons des orbitales s qui sont les seules à avoir une densité de probabilité non nulle au centre de l'atome, et d'autre part par l'extension spatiale du noyau, laquelle est différente selon que le noyau est excité (dans la source) ou dans son état fondamental (dans l'échantillon). Les autres électrons p, d etc. ne participent pas directement mais peuvent avoir une influence par un effet d'écrantage des électrons s. Par ailleurs, l'environnement chimique, ainsi que l'état d'oxydation de l'atome, peuvent jouer un rôle. Le déplacement isomérique se manifeste par un décalage de l'ensemble du spectre, dans un sens ou dans l'autre. Il ne varie pas avec la température, mais des petits changements généralement attribués à un effet Doppler du second ordre peuvent être observés.
Le déplacement isomérique peut être exprimé à l'aide de la formule ci-dessous, où {\displaystyle K} est une constante pour un noyau donné, le premier facteur représente la différence effective de rayon nucléaire entre l'état excité et l'état fondamental, et le second facteur la différence de densité électronique à l'emplacement du noyau entre la source et l'échantillon.

Déplacement chimique et couplage quadripolaire des niveaux d'énergie d'un noyau atomique, avec les spectres Mössbauer correspondant.

{\displaystyle \delta =K(R_{e}^{2}-R_{g}^{2})(\rho _{source}-\rho _{echantillon})}
Exemples :
- Pour le fer 57, on a {\displaystyle R_{e}<R_{g}}, de sorte qu'une augmentation de la densité électronique des électrons s entraine un déplacement isomérique négatif. C'est l'inverse pour l'étain 119, pour lequel {\displaystyle R_{e}>R_{g}}.
- Les ions ferriques (Fe3+) présentent des déplacements isomériques plus faibles que les ions ferreux (Fe2+) à cause de l'électron d supplémentaire qui augmente l'écrantage, et diminue la densité de charge au centre de l'atome[7].

### Couplage quadrupolaire
Le couplage quadrupolaire (ou couplage quadripolaire) désigne l'interaction entre le moment quadrupolaire du noyau et un gradient de champ électrique. Ce couplage produit un terme d'énergie supplémentaire qui peut conduire à une levée de dégénérescence des niveaux d'énergie du noyau, révélée par la présence d'un doublet dans le spectre Mössbauer : on parle alors d'« éclatement quadrupolaire ».
Ce phénomène n'est bien sûr possible que si le noyau possède un moment quadrupolaire non nul, ou en d'autres termes une densité de charges non sphérique. C'est le cas pour les noyaux dont le spin {\displaystyle I} est strictement supérieur à 1/2, et en particulier pour les états excités de spin {\displaystyle I=3/2} des isotopes 57Fe ou 119Sn. En présence d'un gradient de champ électrique, l'énergie d'un tel état excité se divise entre deux sous-niveaux correspondant à {\displaystyle m_{I}=\pm 1/2} et {\displaystyle m_{I}=\pm 3/2}. Ceci donne lieu à deux pics distincts dans le spectre. Le couplage quadrupolaire est mesuré comme la séparation entre ces deux pics.
Le gradient de champ électrique qui provoque l'éclatement quadrupolaire provient de la densité de charge électronique au voisinage de l'atome, soit celle des électrons de valence de l'atome concerné, soit celle des électrons des atomes environnants.

### Effet Zeeman

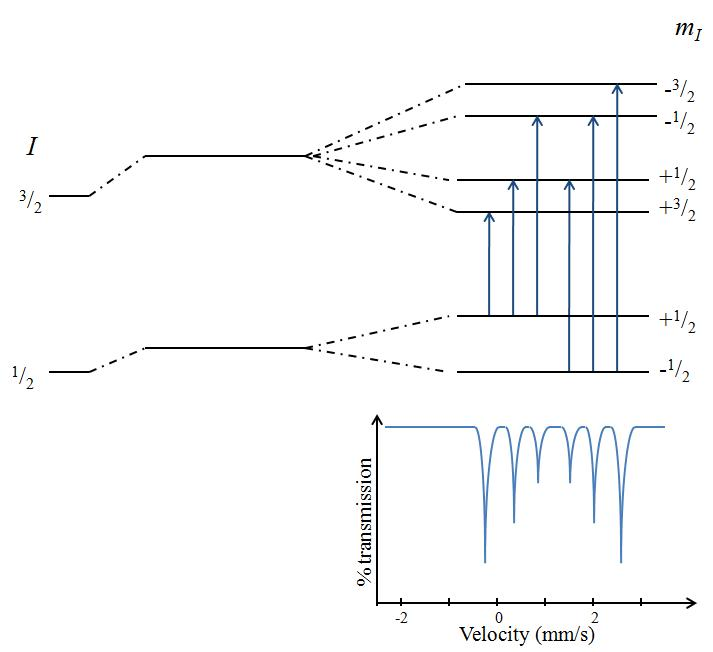
Structure hyperfine sous l'effet d'un champ magnétique, et spectre Mössbauer associé.

L'effet Zeeman désigne la levée de dégénérescence des niveaux d'énergie du noyau sous l'effet d'un champ magnétique environnant. Un noyau de spin I produira 2 I + 1 sous-niveaux d'énergie en présence d'un champ magnétique. Par exemple, un noyau de spin 3/2 donnera naissance à 4 sous-niveaux non-dégénérés caractérisé par un nombre quantique mI valant +3/2, +1/2, -1/2 et -3/2. La différence d'énergie entre les niveaux est typiquement de l'ordre de 10−7 eV. Une règle de sélection indique qu'une transition entre le niveau fondamental et l'état excité ne peut se produire que si mI change de 0 ou de ±1. Pour une transition de I = 1/2 à I = 3/2, cela donne donc 6 niveaux d'énergie différents. C'est ce qui est observé en pratique dans la majorité des cas.
Le champ magnétique à l'origine de l'effet Zeeman peut être un champ magnétique externe, appliqué par l'expérimentateur, mais peut aussi être un champ interne, en particulier dans les matériaux qui possèdent un ordre ferro ou antiferromagnétique.

### Analyse des spectres
Dans de nombreux cas, plusieurs effets sont observés simultanément. Dans ces cas, le déplacement isomérique est obtenu comme une moyenne des positions de toutes les raies. Les paramètres sont alors extraits à l'aide de logiciel simulant l'ensemble du spectre.
Ces trois paramètres (déplacement isomérique, couplage quadrupolaire et structure hyperfine) peuvent permettre d'identifier un composé particulier par comparaison avec des spectres standards. Une vaste base de données incluant la plupart des paramètres Mössbauer publiés dans la littérature scientifique est maintenue par le Mössbauer effet data center. Dans certains cas, un composé peut avoir plusieurs jeux de paramètres possibles pour un atome actif en Mössbauer. Par exemple, la structure cristalline de la magnétite Fe3O4 possède deux atomes de fer sur des sites non-équivalents. Le spectre correspondant présente donc deux sextuplets distincts, un pour chaque site. Dans ce cas, deux jeux de paramètres Mössbauer sont répertoriés.
Les intensités relatives des pics reflètent les concentrations relatives des différentes espèces dans un échantillon, et peuvent être utilisées pour des analyses semi-quantitatives. De plus, dans la mesure où le magnétisme d'un matériau peut dépendre d'effets de taille, la spectroscopie Mössbauer peut, dans certains cas, donner des informations sur la taille des cristallites ou la structure en grains dans un matériau.

## Applications de la spectroscopie Mössbauer

### En géologie
La spectroscopie Mössbauer est particulièrement utile en géologie, pour identifier la composition de spécimens contenant du fer, y compris sur les météorites et les roches lunaires. Des analyses in situ ont également été réalisées sur des minéraux riches en fer à la surface de Mars.

### Corrosion en phase aqueuse
Lors de la corrosion en phase aqueuse du fer et des aciers, il se forme différentes phases d'oxydes hydratés qui constituent la rouille. La spectrométrie Mössbauer fait partie des méthodes d'étude de ces phases.

### En chimie bioinorganique
La spectroscopie Mössbauer est largement utilisée en chimie bioinorganique, particulièrement pour l'étude des protéines et des enzymes contenant du fer. Souvent, elle est utilisée pour déterminer l'état d'oxydation du fer dans des molécules telles que les hèmes, les protéines fer-soufre, la ferritine et les cytochromes,.

## Variantes de la technique

### Spectroscopie d'émission Mössbauer
La spectroscopie d'émission Mössbauer est une variante de la technique dans laquelle l'échantillon étudié est la source de rayons gamma, et l'élément absorbant la référence. Cette technique est la plupart du temps utilisée avec la paire 57Co/57Fe. Une application typique est la caractérisation des sites du cobalt dans le Mo-Co amorphe utilisé comme catalyseur pour l'hydrodésulfuration. Dans ce cas, l'échantillon doit être dopé au cobalt 57 pour être étudié.

### Spectroscopie vibrationnelle de résonance nucléaire
La spectroscopie vibrationnelle de résonance nucléaire (en) consiste à mesurer la fraction d'énergie perdue dans l'effet de recul. On en tire des informations sur les modes de vibration du réseau cristallin.